# La stanza di Jacob
La stanza di Jacob (titolo originale Jacob's Room) è il terzo romanzo della scrittrice inglese Virginia Woolf, scritto e pubblicato nel 1922, uscito il 26 ottobre  (otto mesi dopo l'uscita dell'Ulisse di James Joyce) dalla Hogarth Press, la casa editrice fondata da lei stessa e dal marito Leonard Woolf.
Il romanzo narra, in maniera ambigua ed enigmatica, la storia di Jacob Flanders, il protagonista. La sua vita, ispirata alla figura di Thoby, un fratello di Virginia morto a 26 anni, è raccontata attraverso sensazioni, memorie, emozioni, avendo come punto di riferimento le "stanze" della sua breve esistenza, da cui deriva appunto il titolo. Pertanto, va evidenziato che il libro è principalmente lo studio di un personaggio e trama e sfondo sono solo accennati; la narrazione è costruita attorno all'assenza del personaggio principale, sempre che il romanzo abbia davvero un protagonista, almeno per come lo si intende convenzionalmente. Jacob è infatti descritto in modo così indiretto da emergere attraverso la fusione delle diverse percezioni che di lui hanno gli altri personaggi e il narratore. Piuttosto che essere una realtà concreta, Jacob è una serie di ricordi e sensazioni. I temi ricorrenti dell'assenza e del vuoto caratterizzano dunque il romanzo conferendogli un tono elegiaco.

## Trama
Ambientato nel contesto dell'Inghilterra del periodo pre-bellico, il romanzo inizia con l'infanzia di Jacob per poi seguirlo  al Trinity College di Cambridge e quindi nell'età adulta. La storia è raccontata soprattutto attraverso la prospettiva delle varie donne che hanno accompagnato la vita del protagonista, comprese la ricca e repressa Clara Durrant e la disinibita studentessa d'arte Florinda con le quali ha intrecciato delle relazioni. Il tempo da lui trascorso a Londra rappresenta gran parte della vicenda, anche se verso la fine del romanzo Jacob si reca in Italia e poi in Grecia. La sua morte avviene in guerra ma, anche in questo caso, la Woolf non racconta l'episodio; come nelle precedenti pagine del romanzo, pure quest'ultimo avvenimento è descritto attraverso la camera vuota che l'uomo lascia dietro di sé.

## Significato letterario
La stanza di Jacob segna una radicale evoluzione della Woolf rispetto ai suoi primi due romanzi, La crociera (1915) e Notte e giorno (1919), decisamente più convenzionali nella forma e come stile narrativo. Quest'opera è invece considerata un testo significativo del movimento modernista; la sua forma sperimentale sviluppa ulteriormente lo stile innovativo conosciuto come "flusso di coscienza", già adottato dalla scrittrice nella sua precedente raccolta di racconti brevi Monday or Tuesday (1919).

## Edizioni
- (EN)  Jacob's room, London, The Hogarth Press, 1922.
- La camera di Giacobbe, trad. di Anna Banti, con 8 illustrazioni di Carlo de Roberto, Collana Il ponte, Milano-Verona, Arnoldo Mondadori Editore, 1950.
- La camera di Jacob, trad. e postfazione di Anna Banti, Collana Medusa. serie '80 n.6, Milano, Mondadori, 1980; Collana Oscar n.1721, Mondadori, 1984.
- La stanza di Jacob, trad. con testo a fronte a cura di Mirella Billi, Venezia, Marsilio, 1994, ISBN 88-317-5783-0.
- La stanza di Jacob, in Romanzi, trad. di Anna Banti riveduta da Nadia Fusini, Collana I Meridiani, Milano, Mondadori, 1998.
- La stanza di Jacob, trad. di Mirella Billi, registrazione su CD letta da Cinzia Falchieri, Feltre, Centro Internazionale del Libro Parlato, 2011.
- La stanza di Jacob, traduzione di Nadia Fusini, Collana Universale Economica Feltrinelli. I Classici, Milano, Feltrinelli, 2022, ISBN 978-88-079-0408-0.